# Katedra Geografii Regionalnej i Politycznej (WGiSR UW)
Katedra Geografii Regionalnej i Politycznej – jednostka naukowa Wydziału Geografii i Studiów Regionalnych Uniwersytetu Warszawskiego zajmująca się geografią w następujących specjalizacjach: Geografia regionalna, Geografia polityczna, Geografia historyczna. Jednostka została utworzona w 2018 roku. Kierownikiem Katedry jest dr hab. Tomasz Wites, prof. UW.

## Struktura
W skład Katedry wchodzą:
- Zakład Geografii Regionalnej Świata - kierownik: prof. dr hab. Maciej Jędrusik
- Zakład Geografii Politycznej i Historycznej - kierownik: prof. dr hab. Marcin Solarz
- Pracownia Edukacji Geograficznej - kierownik: dr Bożena Kicińska, prof. UW.

### Zakład Geografii Regionalnej Świata[4]
Celem istnienia Zakładu jest wzmocnienie roli geografii regionalnej jako podejścia łączącego różne dziedziny geografii, a także budowa zespołu naukowców skupionych na zjawiskach zachodzących w różnych miejscach globu, w tym Afryki, Azji i obu Ameryk. Kierownikiem Zakładu jest prof. dr hab. Maciej Jędrusik.

### Zakład Geografii Politycznej i Historycznej[5]
Zakład Geografii Politycznej i Historycznej podejmuje badania w obszarze geopolityki, geografii politycznej, społecznej, historycznej i toponomastyki. Kierownikiem Zakładu jest prof. dr hab. Marcin Solarz.

### Pracownia Edukacji Geograficznej
Kierownikiem jednostki jest: dr Bożena Kicińska.